# Retrato de Galeazzo Sanvitale

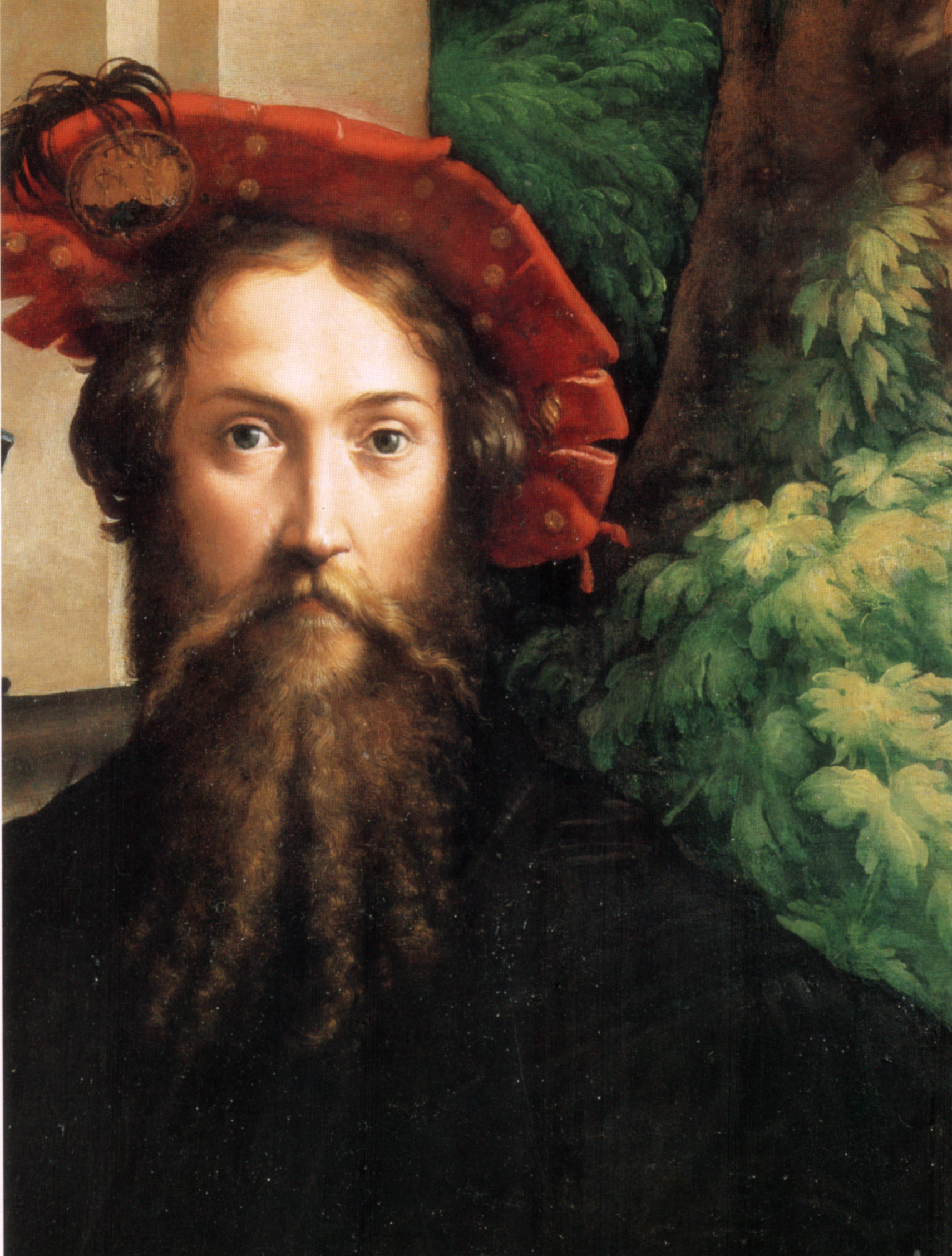
Detalle.

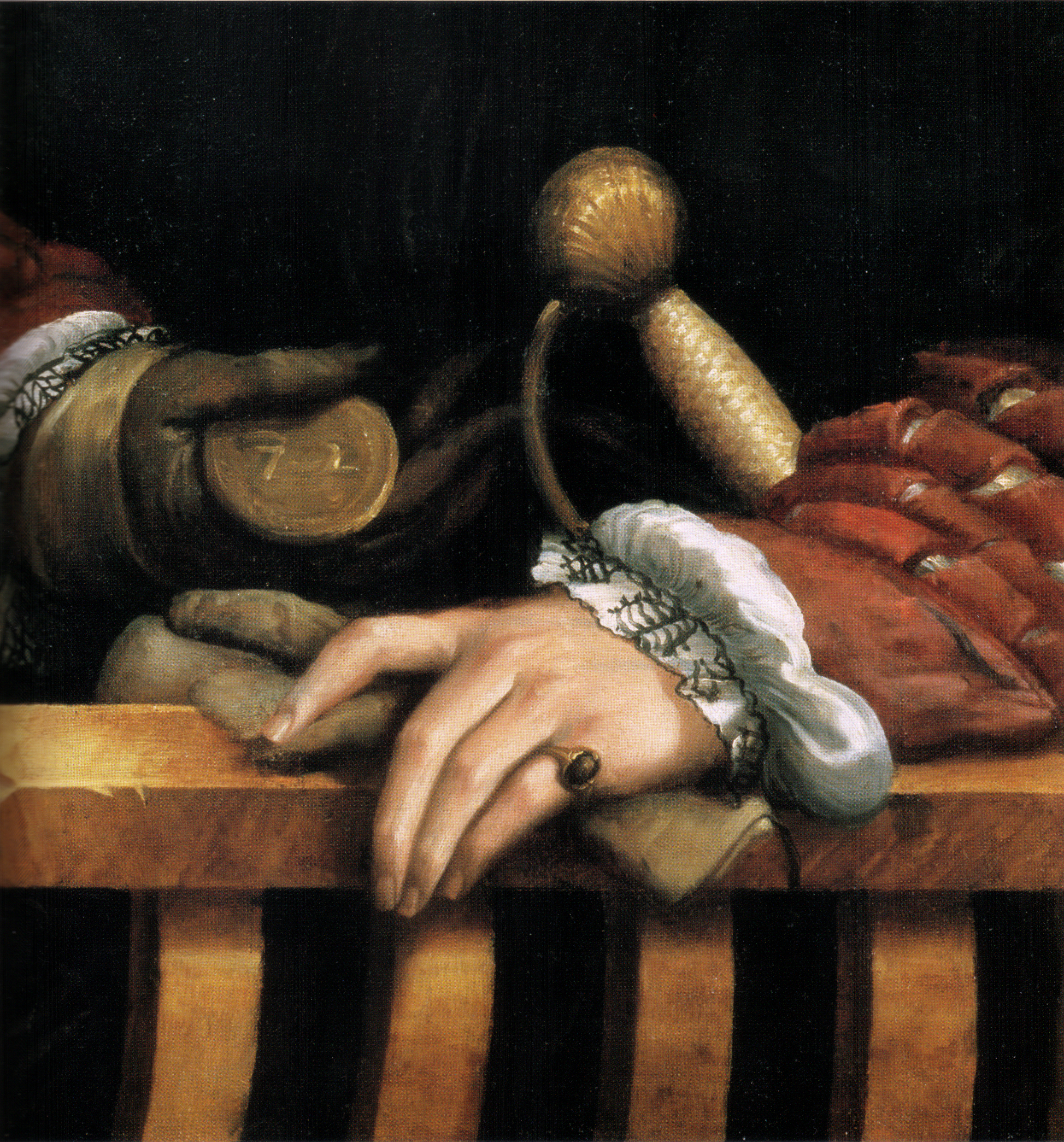
Detalle.

El Retrato de Galeazzo Sanvitale es una pintura al óleo sobre tabla de 109 cm x 81 cm, realizada por Parmigianino en 1524 y conservada en el Museo Nacional de Capodimonte de Nápoles.

## Historia
El breve pero intenso periodo de trabajo de Parmigianino en la corte de los Sanvitale en Rocca di Fontanellato (hoy en la provincia de Parma), se remonta a 1524 (año indicado sobre el reverso de esta pintura), mientras el artista comenzaba a hacerse famoso como maestro antes de partir a Roma al año siguiente. Al mismo tiempo realizó la famosa estufeta de Diana y Acteón, un ciclo de frescos en un cuarto privado de Paola Gonzaga, esposa de Galeazzo Sanvitale.
La obra se encontraba ya en las colecciones Farnesio en 1587, cuando es mencionada por primera vez con certeza, durante la redacción de un inventario: "un retrato del conde Galeazzo Sanvitale [...] de mano del Parmigianino]". Según Bertino la obra habría llegado probablemente a la colección en 1561, cuando el duque Octavio Farnesio había adquirido del obispo Eucherio Sanvitale el casino de Codiponte, para agrandar su propio jardín. Eucherio de hecho, hijo de Galeazzo y Paola, había heredado los bienes familiares a la muerte del padre en 1550 y es posible que durante la compraventa del edificio hubiera enajenado también las pinturas que contenía.
En 1784, con toda la colección Farnesio, la pintura dejó Parma por Nápoles. Fue requisada por los franceses en 1799 y partió hacia Roma durante un año. De allí fue enviada a Palermo para visitar a Fernando IV Borbón, quien la retuvo consigo una década, de 1806 a 1816, antes de regresar a la capital napolitana.
Mientras tanto, y con los diversos cambios de propiedad, se había perdido la identidad del sujeto y del autor. Se hablaba ahora de la escuela de Rafael y de un retrato de Cristóbal Colón probablemente debido a una interpretación fantasiosa del camafeo sobre el sombrero, mostrando las Columnas de Hércules. Fue un descendiente de los Sanvitale, Luigi, quien reconoció con base en los papeles todavía en posesión de la familia la figura de su antepasado, en 1857, mientras que para restablecer la paternidad de Parmigianino hubo que esperar hasta 1894, cuando fue reconocida por Ricci.
Existen dibujos preparatorios en el Cabinet des Dessins y en la colección Tobley, y copias antiguas en la Sociedad Histórica de Nueva York y en la fortaleza de Fontanellato.

## Descripción y estilo
Se trata de un "retrato de parada", destinado a realzar la imagen del conde ante sus invitados, no una representación privada: esto se deduce de la riqueza de objetos que muestran sus nobles intereses y el refinamiento de su atuendo.
Uno de los más célebres retratos de Parmigianino, el conde aparece de medio cuerpo y tres cuartos sentado sobre una silla savonarola, pero con el rostro de frente, mirando directamente al espectador. Viste un jubón negro, de mangas cortas abullonadas, según la moda de la época, bajo las que siguen otras largas rojas y acuchilladas, descubriendo estos cortes la fina camisa blanca, con bordados negros en los puños. El sombrero es del mismo color rojo que las mangas largas, con tajos elegantes a lo largo del borde, adornado con perlitas doradas, una pluma negra y un camafeo grabado. Este traje a la francesa, es además una alusión a la lealtad política del protagonista en ese momento.
La mano izquierda descansa sobre el reposabrazos de la silla: tiene un anillo de oro con una piedra preciosa en el meñique, y sostiene un guante, cerca de la empuñadura de la espada. La otra en cambio permanece enguantada y muestra al espectador una medalla de bronce, con dos símbolos. Estos últimos se han interpretado como una "C" y una "F", alusivas al título de "Comes Fontanellati", o como un "72" (Ricci, 1894, basándose también en las descripciones de inventarios antiguos). Sobre el significado del número son varias las hipótesis, ligadas sobre todo a la alquimia (Fagiolo Del Arco, 1969 y 1970; Mutti, 1978), que ven en los dos números alusiones a la Luna y a Júpiter; o a la conjunción entre Sol y Luna, que aludiría al enlace entre Galeazzo y su esposa Paola Gonzaga. Todas ellas sin embargo contrastan con las fuentes antiguas, que en ningún momento mencionan al conde como alquimista (sí lo fue con toda probabilidad Parmigianino, pero los historiadores del arte no han encontrado ninguna razón para que pudiera insertar mensajes en código en un retrato por encargo de alguien ajeno a ella).
El rostro con una mirada magnética, es iluminado intensamente desde la derecha, resaltando la tez clara y tersa, la barba suave, los bucles claros de la melena. La frente es espaciosa, los ojos claros y expresivos, la nariz recta. Una cierta intimidad entre pintor y sujeto debió ser necesaria para poder evocar tan eficazmente la belleza juvenil, la orgullosa arrogancia y la riqueza de intereses del conde, guerrero y caballero a un tiempo.
Sobre una mesa detrás de este se encuentran las piezas de una armadura brillante y una maza, símbolos alusivos a su naturaleza guerrera. Más allá de un muro liso, a la derecha, se abre una vista de un árbol frondoso, elemento placentero y decorativo, con las hojas perfiladas con gran habilidad. Esta vegetación es tan frondosa que cubre el espacio, asumiendo una función de variación de color del ambiente cerrado.
La pintura, de refinadísima factura, sigue sólo aparentemente los cánones de la retratística del siglo XVI; en realidad presenta un elaborado juego de planos y efectos. La silla está puesta de lado, mientras el busto se encuentra en posición frontal, y el muro del fondo en oblicuo. Este último se presenta sobrio, en neto contraste con la abundante vegetación que se ve desde la ventana. También la luz ilumina sustancialmente solo el rostro y los brazos de Sanvitale, mientras en la penumbra se refleja sobre la armadura pulida, interrumpida tan solo por una pequeña abolladura descentrada.